# Festuca lemanii
Espèce
Classification phylogénétique
Festuca lemanii, la Fétuque de Léman, est une espèce du genre Festuca et de la famille des Poaceae.